# المغامرة هي المغامرة (فلم)
المغامرة هي المغامرة (بالفرنسية: L'aventure, c'est l'aventure) (بالإنجليزية: Money Money Money) فيلم مغامرات، وجريمة، وكوميدي فرنسي لعام 1972 من إخراج كلود ليلوش، ومن بطولة لينو فينتورا والمغنيين المشهورين جاك بريل وجوني هاليداي. كتب الفيلم كلود ليلوش بمعاونة بيير أوترهوفن. يروي الفيلم مغامرات خمسة مجرمين انتقلوا من الجريمة التقليدية في المدن إلى الشهرة العالمية كخاطفين المشاهير. عُرض الفيلم في مهرجان كان السينمائي عام 1972، لكنه لم يدخل المنافسة الرئيسية.

## طاقم التمثيل
لينو فينتورا: في دور لينو ماسارو
جاك بريل: في دور جاك
تشارلز دينر: في دور سيمون دوروك
جوني هاليداي: في دور جوني هاليداي (نجم غناء الروك الفرنسي)
تشارلز جيرارد: في دور شارلوت
ألدو ماكيوني: في دور ألدو
نيكول كورسيل: في دور نيكول
إيف روبرت: في دور محامي الدفاع
أندريه فالكون: في دور السفير
برودنس هارينجتون: في دور زوجة السفير
خوان لويس بونويل: في دور إرنستو خواريز
مادلي بامي: في دور مصطافة
صوفي بودت: في دور مصطافة في إجازة
آني هو: في دور مصطافة
آني كيراني: في دور مصطافة
زافير جيلين: في دور ابن لينو
بالاشتراك مع: سيفيم جويس - جين بيرجر - هنري سيزارنياك - جيرار سيري - ميشيل أليت - كاثرين اليجريت - إيلي الشوراقي - جورج كرافين - إيفا داميان - ميشيل دراكر - أرليت جوردون - سيلفان جوبيرت - بيير كاست - الكسندر منوشكين - جاك باولي - روجر روديل - ليونيل فيترانت.

## أحداث الفيلم
تدرك مجموعة من خمسة مجرمين محترفين أن المكاسب من أسلوب حياتهم التقليدي تتقلص في العالم الحديث. يجد لينو (لينو فينتورا)، على سبيل المثال، أن العاهرات التابعين له، يرغبن في أن يصبحن سيدات أعمال مستقلات معترف بهن من الدولة. يعترف جاك (جاك بريل) أن عمليات السطو على البنوك التي قام بها تؤدي إلى عائد صافٍ منخفض مقابل مخاطر عالية، وبعد الكثير من النقاش، يستقر الخمسة على اختطاف المشاهير. كان هدفهم الأول هو المغني جوني هاليداي، الذي يسعده ظهور دعاية عن عصابة تختطف مغني روك شهير، ويحرر لهم شيك فدية ضخمة. يرتحلوا إلى أمريكا اللاتينية، ويستأجرهم مقاتلو اليسار لاختطاف السفير السويسري (أندريه فالكون). توافق الحكومة على إطلاق سراح عشرين من الثوار المسجونين مقابل الإفراج عن السفير المخطوف. يرفض إرنستو (خوان لويس بونويل)، زعيم المتمردين، دفع أتعاب الخاطفين، ولذلك يقومون باختطافه وبيع حريته مقابل مبالغ نقدية لثلاثة مشترين منفصلين؛ جنوده والحكومة ووكالة المخابرات المركزية.
تقوم العصابة باختطاف طائرة 747 وإعادتها مقابل فدية بالملايين. تنال العصابة استراحة على متن يخت، بصحبة خمسة جميلات في قارب سريع. يتم القبض عليهم ويتعرضون للمحاكمة. يدعي محامي الدفاع عنهم بمهارة أن المحاكمة سياسية وليست جنائية. يرتب وزير العدل لهم الهروب والخروج من البلاد. عند الهبوط في إفريقيا، تصبح خبرتهم مطلوبة بشكل فوري. يخطط الجيش لانقلاب في اليوم التالي لوصول البابا في زيارة، وتقوم العصابة باختطاف البابا من المطار وتطالب كل كاثوليكي في العالم بتقديم دولار واحد على الأقل مقابل إطلاق سراحه.

## استقبال الفيلم
كتب روجر إيبرت الناقد السينمائي الأمريكي: «يعاني الفيلم من مرض شبه قاتل، بسبب الكوميديا: إنها تحافظ على النغمة الخاطئة من البداية إلى النهاية. المواقف واعدة، والممثلين جيدين، لكن كان من المفترض أن يكون الفيلم موجهاً إلى الوتيرة السريعة لميل بروكس أو وودي ألن، لكن يبدو ان ليلوش يضحك على توقيته البطيء... هذا سيئ للغاية، لأن مقدمة الفيلم جيدة في الأساس... إنه جيد للضحك، أو ليس جيدًا لأي شيء على الإطلاق، ومع ذلك، لسبب ما، يتجول ليلوش في شخصياته، ويحتفظ ببعض لقطاته لفترة طويلة بحيث تتبدد أي روح دعابة ممكنة. في بعض الأحيان يكون هناك مقطع واحد مضحك، وأحيانًا يكون مشهدًا رائعًا، ولكن في معظم الأحيان يتوقف الفيلم عن تكملة المشهد الجيد».
كتب موقع «دي في دي كلاسيك DVD Classik»: «إذا قبلنا أن نأخذ مسافة ونرجع بضع سنوات إلى الوراء، فسنرى أن كلود ليلوش كان يتمتع بفترة مزدهرة من حيث الإنجاز السينمائي. منذ نهاية الستينيات وطوال السبعينيات، أظهر نفسه كواحد من أكثر صانعي الأفلام الفرنسيين حساسية وإبداعًا وإلهامًا بأفلام» رجل وامرأة«، و» الحياة للحياة«، و» الحياة، الحب، الموت«... على الرغم من استقبال الفيلم بنقد كارثي، وغير عادل عندما صدر في مايو 1972، ولكن يجب علينا أيضًا أن نعترف أنه بالإضافة إلى الأداء الذي لا يُنسى للممثلين والفكاهة الغامضة اللذيذة للمواقف، فإن الهجاء أحيانًا يصبح فارغًا وأن القصة تنزلق قليلاً (خاصة في الثلث الأخير، قبل المشهد الأخير في إفريقيا واللقطة الداخلية الأخيرة للممثلين الذين يواجهون الكاميرا يترك لنا انطباعًا رائعًا للغاية). أحيانًا يكون الافتقار إلى التناسق صارخًا، وهو عيب لا يتمكن الهيكل في الفلاش باك وفي التفكيك الزمني من إخفاءه تمامًا. من الواضح أن مفاهيم الصدفة والقدر في كلود ليلوش تظل قيمة مؤكدة».
كتبت مولي هاسكال من موقع "فيلدج فويس The Village Voice" في 26 إبريل 1973: "أظن أنني لم أستمتع بمشاهدة فيلم ليلوش "المغامرة هي المغامرة".
كتب موقع "لوموند دو آفنجرز Lemonde des Avengers": "أنا لست من أشد المعجبين بليلوش في السينما. هذا هو الحال هنا في فيلم "المغامرة هي المغامرة".

## روابط خارجية
- المغامرة هي المغامرة على موقع IMDb (الإنجليزية)
- المغامرة هي المغامرة على موقع روتن توميتوز (الإنجليزية)
- المغامرة هي المغامرة على موقع نتفليكس (الإنجليزية)
- المغامرة هي المغامرة على موقع ألو سيني (الفرنسية)
- المغامرة هي المغامرة على موقع Turner Classic Movies (الإنجليزية)
- المغامرة هي المغامرة على موقع أول موفي (الإنجليزية)
- المغامرة هي المغامرة على موقع فيلمافينيتي (الإسبانية)
- المغامرة هي المغامرة على موقع قاعدة بيانات الأفلام السويدية (السويدية)
- المغامرة هي المغامرة على موقع قاعدة بيانات الفيلم (الإنجليزية)
- المغامرة هي المغامرة على موقع ليتربوكسد (الإنجليزية)